# Glyphis fowlerae
Glyphis fowlerae är en hajart som beskrevs av Compagno, White och Cavanagh 2010. Glyphis fowlerae ingår i släktet Glyphis och familjen revhajar. Inga underarter finns listade i Catalogue of Life. År 2016 kom emellertid åtta forskare fram till att populationen egentligen tillhörde G. gangeticus.